# Ulrich von Brockdorff-Rantzau
Ulrich Karl Christian Graf von Brockdorff-Rantzau (Schleswig, 29 de maio de 1869 – Berlim, 8 de setembro de 1928) foi um diplomata alemão, primeiro ministro das relações exteriores da República de Weimar e embaixador na União Soviética durante a década de 1920.

## Início da vida e carreira no Império Alemão
Ulrich von Brockdorff-Rantzau nasceu em Schleswig em 29 de maio de 1869. Era filho de Graf Hermann zu Rantzau (1840-72), um funcionário público prussiano (Regierungsassessor) da família Rantzau e sua esposa, Gräfin Juliane zu Rantzau, nascida von Brockdorff de Rastorf. Ulrich teve um irmão gêmeo, Ernst Graf zu Rantzau (1869-1930), que mais tarde se tornou um Geheimer Regierungsrat.
Em 1891, um tio-avô deixou-lhe a mansão Annettenhöh perto de Schleswig, e ele tomou o nome de "Brockdorff-Rantzau".
Em 1888-91, estudou direito em Neuchâtel, Freiburg im Breisgau, Berlim (Referendarsexamen em 1891) e Leipzig. Ele foi premiado com um Dr. jur. em Leipzig em 1891. Muito jovem para se juntar ao Auswärtiges Amt (AA), o Ministério das Relações Exteriores Imperial, ele se juntou ao exército prussiano como Fahnenjunker e logo foi promovido a Leutnant no 1. Garderegiment zu Fuß (estacionado em Flensburg). Após uma lesão, ele deixou o serviço militar em 1893 e tornou-se diplomata no Ministério das Relações Exteriores: como adido na AA em 1894, 1894-96 na Gesandtschaft alemã em Bruxelas, 1896-97 no AA (departamento de política comercial), 1897-1901 como Legationssekretär (secretário da embaixada) em São Petersburgo, 1901-09 em Viena, onde logo subiu para Legationsrat e, depois de uma curta estadia em Haia, em 1905 para Botschaftsrat. De 1909 a 1912 foi político Generalkonsul em Budapeste e em maio de 1912 tornou-se enviado a Copenhague.
Brockdorff-Rantzau opôs-se às políticas prussianas sobre a Dinamarca e trabalhou para melhorar a relação entre a Dinamarca e a Alemanha. Durante a Primeira Guerra Mundial, ele apoiou a neutralidade dinamarquesa e trabalhou para manter os laços comerciais cruciais (carvão alemão para comida dinamarquesa) enquanto a guerra se arrastava.
Entrou em contato próximo com sindicatos dinamarqueses e alemães e conheceu o futuro presidente alemão Friedrich Ebert. Ele também foi fundamental para facilitar a passagem dos bolcheviques Vladimir Lenin e Karl Radek pela Alemanha em um trem selado em 1917.
Foi-lhe oferecido o cargo de Staatssekretär des Auswärtigen (Secretário de Estado dos Negócios Estrangeiros) após a renúncia de Arthur Zimmermann em 1917, mas recusou porque não acreditava que pudesse seguir uma política independente da interferência militar.

## Revolução Alemã e Tratado de Versalhes

### Nomeação como chefe do "The Auswärtigen Amt"
Durante a Revolução de 1918-1919, Friedrich Ebert e Philipp Scheidemann do Conselho dos Deputados do Povo pediram a ele no início de janeiro de 1919 para se tornar Staatssekretär des Auswärtigen como o sucessor de Wilhelm Solf, a última pessoa a ocupar o cargo sob o Império que permaneceu no lugar mesmo quando o conselho tinha assumido como o governo real da Alemanha.
Ele aceitou o cargo para liderar o Auswärtigen Amt dependendo de cinco condições:
1. Uma assembleia nacional constituinte deveria ser convocada antes de 16 de fevereiro de 1919 para garantir que o Conselho de Deputados do Povo tivesse uma base constitucional.
2. A notação de crédito da Alemanha deve ser restaurada para facilitar os empréstimos dos EUA.
3. Um exército republicano deve ser imediatamente criado para conter a perspectiva de uma revolução comunista e criar uma posição negocial mais forte para a Alemanha na conferência de paz.
4. Todas as medidas possíveis devem ser tomadas para afastar os Conselhos de Trabalhadores e Soldados do envolvimento no governo do Estado.
5. Ele exigiu o direito de participar da solução dos problemas internos e de rejeitar uma paz ditada se sentisse que ameaçava o futuro da Alemanha.

O Conselho dos Deputados do Povo concordou com as quatro primeiras condições e ele recebeu a nomeação, chegando a Berlim em 2 de janeiro de 1919.
Em fevereiro, o título de Brockdorff-Rantzau mudou quando ele se tornou o primeiro Reichsminister des Auswärtigen no AA no gabinete de Scheidemann. Embora por origem e natureza um membro da aristocracia, Brockdorff-Rantzau era um democrata convicto e aceitou totalmente a república que havia substituído a monarquia. Ele insistiu em uma forte oposição interna contra os revolucionários de esquerda, no uso de princípios democráticos na política externa, ou seja, um direito de autodeterminação também para os alemães, uma Frieden des Rechts (paz legal) baseada nos Quatorze Pontos do presidente dos EUA Wilson. Isso significou para ele a unificação do Reich com a Áustria e a participação na Liga das Nações para garantir a paz mundial.

### Conferência de Paris e Tratado de Versalhes
Brockdorff-Rantzau liderou a delegação alemã que foi a Versalhes para receber o tratado acordado pela Conferência de Paz de Paris entre os Aliados e os Estados associados.
Em um discurso na Conferência em 7 de maio de 1919, ele repudiou a alegação de que a Alemanha e a Áustria foram os únicos responsáveis pela guerra, embora ele aceitasse uma culpa parcial, especialmente em relação ao que ficou conhecido como o estupro da Bélgica. Ele ressaltou que ambos os lados devem estar vinculados aos Quatorze Pontos de Wilson.
Brockdorff-Rantzau liderou o esforço da delegação alemã para escrever algumas contrapropostas que foram entregues aos Aliados em 29 de maio (e causaram consternação em Berlim). Ele argumentou contra o que ele pensava ser uma falsa dicotomia entre "assinar" ou "não assinar", e considerou as negociações escritas (os Aliados haviam se recusado a negociar cara a cara) uma alternativa para tornar a paz onerosa menos injusta e desonrosa para a Alemanha. Depois que se tornou óbvio que os Aliados não estavam dispostos a fazer quaisquer mudanças (exceto em questões muito menores) ao projeto original do Tratado e que a Alemanha provavelmente o assinaria mesmo assim, ele renunciou ao seu cargo em 20 de junho de 1919, juntamente com Scheidemann e Otto Landsberg, protestando contra a assinatura do que ele pensava ser um Diktat.

## Carreira complementar
Nos anos seguintes, Brockdorff-Rantzau se interessou ativamente por questões de política externa e veio a público várias vezes com argumentos para uma revisão do Tratado e o estabelecimento de uma lei mais racional das nações. Em 15 de julho de 1922, ele escreveu um memorando secreto para Friedrich Ebert, alertando para os perigos associados ao Tratado de Rapallo, pois isso causaria preocupações militares às potências ocidentais. Ele argumentou que uma política de jogar as grandes potências umas contra as outras, como Bismarck havia feito, não era mais possível. No entanto, nomeado embaixador na União Soviética em novembro de 1922, ele favoreceu uma aproximação entre os dois países sem sacrificar os laços alemães com o Ocidente. Sua oposição à cooperação militar com os soviéticos levou a confrontos com o chefe do Reichswehr, Hans von Seeckt, bem como com o chanceler Joseph Wirth. Ele era muito crítico dos Tratados de Locarno, que aproximavam a Alemanha da França e eram ressentidos pela liderança soviética.
Brockdorff-Rantzau conseguiu obter o acordo soviético para o Tratado de Berlim em abril de 1926, que estabeleceu uma relação de neutralidade e não agressão entre os dois países. Ele sentiu que este pacto restaurou um equilíbrio entre as ligações alemãs para o leste e oeste. Brockdorff-Rantzau era tido em alta estima pelo governo soviético e tinha uma boa relação pessoal com o ministro das Relações Exteriores soviético (Comissário do Povo das Relações Exteriores) Georgy Chicherin.
Ele permaneceu neste posto até sua morte em 8 de setembro de 1928, quando estava de férias em Berlim.

## Publicações
- Patronat u. Compatronat. Dissertação. Leipzig 1890 bis 1891.
- Dokumente und Gedanken um Versailles. Berlin 1925.